# Suruh (Bringin)
Suruh is een bestuurslaag in het regentschap Ngawi van de provincie Oost-Java, Indonesië. Suruh telt 1025 inwoners (volkstelling 2010).